# Grailhen
Grailhen ist eine französische Gemeinde mit 23 Einwohnern (Stand 1. Januar 2022) im Département Hautes-Pyrénées in der Region Okzitanien. Sie gehört zum Arrondissement Bagnères-de-Bigorre und zum Kanton Neste, Aure et Louron.

## Geographie
Die Gemeinde liegt in der historischen Provinz Bigorre in der Landschaft Pays d’Aure.
| Bazus-Aure      | Gouaux                                      | Avajan                                     |
| Camparan Guchan | Kompassrose, die auf Nachbargemeinden zeigt | Vielle-Louron Cazaux-Fréchet-Anéran-Camors |
| Estensan        | Azet                                        | Adervielle-Pouchergues                     |

Der Gemeindehauptort liegt in etwa 1100 m auf der linken Flanke des Vallée d’Aure, durch das der Fluss Neste d’Aure verläuft. Der Ort liegt etwa 43 Kilometer südöstlich von Lourdes. Die Gemeinde hat eine äußerst geringe Bevölkerungsdichte.

## Bevölkerungsentwicklung
Die Entwicklung der Einwohnerzahl ist durch Volkszählungen, die seit 1793 durchgeführt werden, bekannt. Im 21. Jahrhundert werden in Gemeinden mit weniger als 10.000 Einwohnern alle fünf Jahre Volkszählungen durchgeführt, in größeren Städten jedes Jahr.
| Jahr      | 1936 | 1946 | 1954 | 1962 | 1968 | 1975 | 1982 | 1990 | 1999 | 2006 | 2011 |
| Einwohner | 51   | 39   | 30   | 28   | 18   | 15   | 11   | 8    | 12   | 15   | 20   |

## Sehenswürdigkeiten

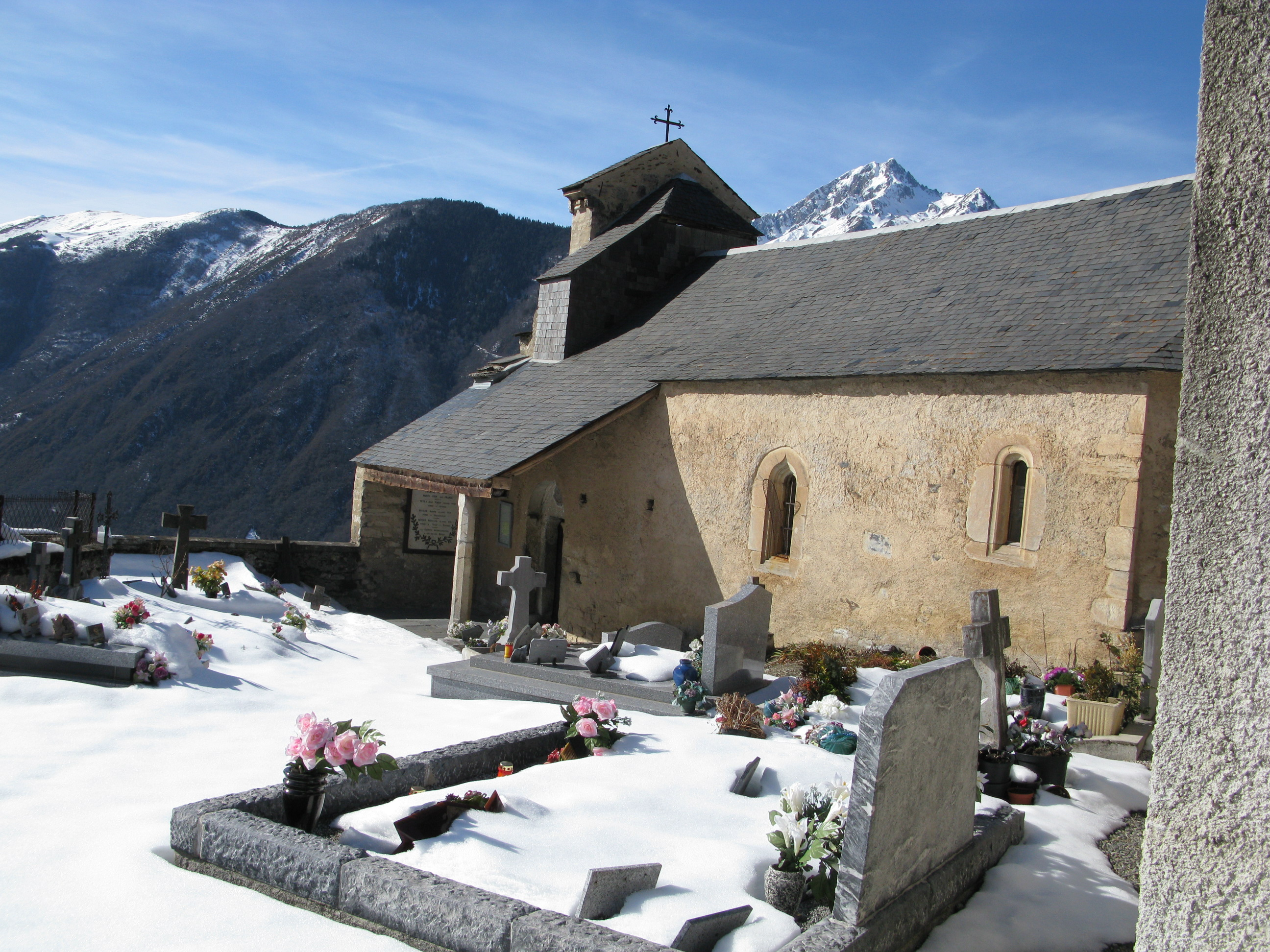
Kirche in Grailhen

Die Gemeinde verfügt über mehrere Kulturdenkmäler, die als Monument historique eingestuft sind.
- Église Saint-Martin de Grailhen (deutsch: Kirche zum heiligen Martin in Grailhen), romanische Kirche aus dem 12. Jahrhundert mit Umbauten im 16. und 17. Jahrhundert